# Castellà a Andorra
La llengua castellana és una de les llengües parlades actualment al Principat d'Andorra tot i que no es reconeguda com a llengua d'Andorra. De fet, l'únic idioma oficial del país és el català, tant actualment com històricament.
El castellà, en part a causa de la immigració, ha esdevingut una llengua d'ús al país, però fa menys de cent anys ningú o quasi ningú parlava altra llengua que no fos el català. Actualment la majoria de la població andorrana té coneixements de castellà gràcies al sistema educatiu. Des de 2009, existeix un col·legi que fa classes en castellà, molts dels alumnes dels quals venen de Catalunya. Cal recordar que el sistema educatiu andorrà és divideix en tres sistemes: l'Andorrà (Ministeri d'Educació i Ensenyament Superior d'Andorra), l'Espanyol (Ministeri d'Educació Espanyol) i el Francès (Ministeri d'Educació Francès)
| Cens | Llengua materna >15 anys | Percentatge | Segona llengua Població Total | Percentatge |
| ---- | ------------------------ | ----------- | ----------------------------- | ----------- |
| 2004 | 23.454                   | 35,9 %      | 50.260                        | 65,38 %     |
| 2005 | 23.618                   | 35,4 %      | 53.963                        | 68,70 %     |

Andorra és membre de l'Organització d'Estats Iberoamericans, per la qual cosa va ser acceptat el 18 de novembre de 2004, en els Cims Iberoamericans, des d'aquest mateix any com a membre de ple dret, sent el primer país a incorporar-se des de l'inici dels cims en 1991.

## Estadístiques
Segons dades de l'any 2015, el català és l'idioma més utilitzat al país (55,2%), seguit pel castellà (37,1%) i en un percentatge inferior el portuguès (3,8%) i el francès (2,2%). En una enquesta d'usos lingüístics d'Andorra realitzada per l'Institut d'Estudis Andorrans es va percebre que el 80% creu que el català és necessari per integrar-se a Andorra, mentre que el 18% pensa que no.
Respecte a la llengua materna, o primera llengua, el català és també la primera, amb el 38,8% de la població, mentre que el castellà ho és pel 35,4%.
|                                                                       | Llengua materna | Llengua habitual |
| --------------------------------------------------------------------- | --------------- | ---------------- |
| Català                                                                | 39,5%           | 55,2%            |
| Castellà                                                              | 43,8%           | 37,1%            |
| Portuguès                                                             | 18,6%           | 3,8%             |
| Francès                                                               | 9,7%            | 2,2%             |
| Altres                                                                | 9%              | 1,5% - 10%       |
| Font: Coneixements i usos lingüístics de la població d'Andorra (2015) |                 |                  |

## Llengua castellana a l'educació
El sistema educatiu a Andorra es divideix per tres tipus de sistemes compost pel sistema andorrà, espanyol i francès.
El sistema espanyol depèn del Ministeri d'Educació d'Espanya i compta amb cinc centres de primària i un de secundària. La llengua vehicular d'aquest sistema és el castellà, però no l'única llengua empleada, ja que és un sistema educatiu adaptat per a Andorra i amb una visió integradora d'ambdues cultures, tal com estableix el Conveni Hispà-Andorrà en matèria educativa, motiu pel qual s'incorporen els ensenyaments de l'idioma català i de la Història d'Andorra.
| Sistema educatiu                          | 2004                                      | 2005                                      | 2006                                      | 2007                                      | 2008                                      | 2011                                           | 2012                                           | 2013                                           | 2014                                           | 2015                                           |
| ----------------------------------------- | ----------------------------------------- | ----------------------------------------- | ----------------------------------------- | ----------------------------------------- | ----------------------------------------- | ---------------------------------------------- | ---------------------------------------------- | ---------------------------------------------- | ---------------------------------------------- | ---------------------------------------------- |
| Sistema andorrà                           | 3.328                                     | 3.612                                     | 3.800                                     | 3.911                                     | 4.002                                     | 4.157                                          | 4.250                                          | 4.270                                          | 4.301                                          | 4.385                                          |
| Sistema espanyol                          | 3.499                                     | 3.541                                     | 3.434                                     | 3.390                                     | 3.326                                     | 3.243                                          | 3.191                                          | 3.149                                          | 3.106                                          | 3.049                                          |
| Sistema francès                           | 3.650                                     | 3.636                                     | 3.570                                     | 3.549                                     | 3.468                                     | 3.402                                          | 3.369                                          | 3.335                                          | 3.379                                          | 3.508                                          |
| Total estudiants                          | 10.477                                    | 10.789                                    | 10.804                                    | 10.850                                    | 10.796                                    | 10.802                                         | 10.810                                         | 10.774                                         | 10.786                                         | 10.942                                         |
| Font: Departament d'estadística d'Andorra | Font: Departament d'estadística d'Andorra | Font: Departament d'estadística d'Andorra | Font: Departament d'estadística d'Andorra | Font: Departament d'estadística d'Andorra | Font: Departament d'estadística d'Andorra | https://blocs.mesvilaweb.cat/pmayans/?p=268213 | https://blocs.mesvilaweb.cat/pmayans/?p=268213 | https://blocs.mesvilaweb.cat/pmayans/?p=268213 | https://blocs.mesvilaweb.cat/pmayans/?p=268213 | https://blocs.mesvilaweb.cat/pmayans/?p=268213 |

## Característiques lingüístiques
La variació lingüística del castellà dels territoris catalanòfons depèn molt de variables sociolingüístiques individuals relacionades amb l'edat, l'origen, la llengua materna, el nivell i els àmbits d'ús de cada parlant. Pel que no és una varietat característicament uniforme. Molts dels trets lingüístics es donen amb freqüències molt diferents en diferents parlants, podent arribar a estar absents alguns dels trets en molts parlants (particularment aquells la llengua materna dels quals és el castellà i en parlar aquesta llengua transfereixen menys trets típics del català).